# Friedrich Adolf Klüber
Friedrich Adolf Klüber (* 13. Februar 1793 in Erlangen; † 5. März 1858 in Karlsruhe) war von 1824 bis 1828 Oberbürgermeister der Stadt Düsseldorf und später Beamter, Parlamentarier und Staatsminister in Baden.

## Lebenslauf
Der Jurist Klüber war der Sohn des Staatsrechtsgelehrten Johann Ludwig Klüber. Nach dem Studium in Heidelberg arbeitete Friedrich Adolf Klüber zunächst bei der Steuerdirektion der Provinzialverwaltung in Köln und war von 1817 bis 1824 als Regierungsrat in Düsseldorf tätig. Im Oktober 1824 wurde er zum Oberbürgermeister von Düsseldorf ernannt und hatte dieses Amt als erster nicht nur kommissarisch inne. Klüber baute die Düsseldorfer Feuerwehr sowie die öffentliche Straßenreinigung auf und organisierte das Bestattungswesen neu. Des Weiteren erließ er eine neue Marktordnung. Am 11. Oktober 1825 bat Friedrich Adolf Klüber den Landrat des Kreises Düsseldorf, Friedrich von Laßberg, um die Erlaubnis der Entrümpelung der Amtsräume, so dass alte Grund- und Hebebücher der Stadt sowie große Mengen historisch interessanter Dokumente auf dem Altpapiermarkt landeten. Nur wenige Urkunden und Akten der Stadt Düsseldorf aus der Zeit vor 1800 sind in den Archiven erhalten geblieben. 1828 trat Klüber vom Amt des Oberbürgermeisters der Stadt Düsseldorf zurück.
Der 1832 zum badischen Legations- und Kabinettsrat erhobene Klüber wurde 1836 Geheimer Referendär und quittierte 1839 im Rang eines Geheimen Rats den badischen Staatsdienst. Im gleichen Jahr erhielt Klüber das Kommandeurskreuz des Ordens vom Zähringer Löwen. 1845 wurde er außerordentliches Mitglied des Staatsrats und gehörte von 1845 bis 1848/49 als vom Großherzog ernanntes Mitglied der Ersten Kammer der Badischen Ständeversammlung an.
Im Jahre 1849 wurde er als Minister der Auswärtigen Angelegenheiten und des Großherzoglichen Hauses Mitglied der Staatsregierung des Großherzogtums Baden und leitete vom 6. Juni 1849 bis zum 26. Oktober 1850 das nach ihm benannte Kabinett Klüber. Im Herbst 1850 trat er in den Ruhestand.

## Nachkommen
Friedrich Adolf Klüber war seit 1823 mit der aus Düsseldorf stammenden Maria Gertrud Petronella Jacobina Overlack (1803–1830) verheiratet. Aus der Ehe stammte der Sohn Robert Ludwig Anton Klüber, der später Offizier in preußischen Diensten war und am 19. August 1874 in den preußischen Adelsstand erhoben wurde. Am 18. März 1875 kam auch die Verleihung des badischen Adels. In zweiter Ehe war Friedrich Adolf Klüber seit 1831 mit Dorothea Heimbertine Hinze (1807–1859) verbunden. Aus dieser Ehe gingen der spätere preußische Generalmajor Friedrich Carl (1833–1908), und der spätere Hofmarschall in Schwarzburg-Rudolstadt, Adolf Johann Philipp (1844–1895) hervor. Einer der Enkel Friedrich Adolf Klübers war der preußische Offizier Robert von Klüber.

## Veröffentlichungen
- 1840 gab Klüber in Verbindung mit dem befreundeten Heidelberger Professor Karl Eduard Morstadt die vierte „mit des Verfassers hinterlassenen Bemerkungen und Zusätzen vielfältig verbesserte Auflage“ des Öffentlichen Rechtes etc. seines Vaters Johann Ludwig Klüber heraus. Diese Auflage enthält zugleich einen Nekrolog aus Morstadts Feder, zum Teil nach Klübers eigenen Aufzeichnungen
- 1854 Übersicht der Wanderungen und Niederlassungen französischer, savoyischer und niederländischer Religionsflüchtlinge, besonders nach und in Karlsruhe